# Distretto di Imphal Est
Il distretto di Imphal Est è un distretto dello stato del Manipur, in India. Il suo capoluogo è Porompat.